# Pierre Le Bret de Flacourt
Pour les articles homonymes, voir Le Bret et Flacourt.
Pierre Le Bret dit le « chevalier de Flacourt », mort le 19 août 1692, est un officier de marine français du XVIIe siècle. Issu d'une famille originaire du Vexin, il est présenté dans l'ordre de Saint-Jean de Jérusalem avant de revenir en France et d'intégrer la Marine du roi. Il participe en son sein aux principaux conflits de la fin du XVIIe siècle, la guerre de Hollande et la guerre de la Ligue d'Augsbourg. Il parvient au grade de chef d'escadre.

## Biographie

### Origines et familles
Pierre Le Bret de Flacourt est issu de la famille Le Bret, une riche famille de la noblesse du Vexin. Les Le Bret, acquièrent la seigneurie de Flacourt (aujourd'hui dans le département des Yvelines) au début du XVIIe siècle. Il est le petit-fils de Cardin Le Bret, juriste et ami du cardinal de Richelieu, célèbre pour avoir théorisé le concept de l'absolutisme.

### Carrière militaire

#### Débuts dans l'ordre de Saint-Jean de Jérusalem et dans la Marine du Roi
Pierre Le Bret de Flacourt est présenté dans l'ordre de Saint-Jean de Jérusalem le 6 août 1662 mais il préfère intégrer la marine française et est promu lieutenant de vaisseau en 1666, puis lieutenant du grand-maître de la navigation, le duc de Beaufort en 1669,.
Il est aux côtés de ce dernier au siège de Candie au cours duquel son supérieur trouve la mort durant un assaut le 25 juin 1669. Son corps n'est pas découvert sur le champ de bataille, cette disparition donne lieu aux XVIIe et XVIIIe siècles à un certain nombre de légendes, Beaufort étant réputé prisonnier du sultan ou identifié au masque de fer. Au cours d'une trêve, le chevalier de Flacourt est envoyé chez les Turcs demander si l'amiral faisait partie de leurs prisonniers ou si sa dépouille avait été retrouvée. Il revient bredouille de cette mission. Selon l'historien Michel Vergé-Franceschi, cela suffit à faire de lui l'un des responsables de la « disparition » du duc de Beaufort.

« Hiérarchiquement, Flacourt, lieutenant de l'amiral, se situe entre le chevalier de La Fayette, commandant des gardes de l'amiral, et Sébastien de Keroualle, enseigne de la compagnie des gardes de M. de Beaufort. Si Beaufort devait être victime de sa garde prétorienne, il est évident que Flacourt n'était pas le mieux placé pour aller glaner de prétendus renseignements chez les Turcs. Il ne pouvait que revenir bredouille. Ce qu'il fit. »

#### Guerre de Hollande
Il est promu capitaine de frégate en 1671 et enfin capitaine de vaisseau la même année. C'est en cette qualité qu'il prend part à la guerre de Hollande. Le 7 juin 1672, il est à la bataille de Solebay au sein de la flotte franco-anglaise commandée par le duc d'York et le vice-amiral d'Estrées. Il commande à cette occasion Le Galant, de 46 canons dans l'avant-garde.
Ayant bénéficié de puissants soutiens, qui ont assuré sa promotion rapide, le chevalier de Flacourt se montre parfois désobéissant, allant jusqu'à négliger les ordres de Colbert et du roi. À cette époque, le séjour dans les ports était devenu si fastidieux pour les officiers, affriolés par les plaisirs de la capitale, qu'ils reculaient jusqu'au dernier moment pour aller prendre le commandement des vaisseaux qu'ils avaient obtenus à Versailles. De Flacourt devait monter le Joli qui l'attendait à Rochefort et il ne quittait pas Paris. Colbert s'impatiente, ses agents lui disent chaque jour « M. de Flacourt n'est point encore sur la route du pays d'Aunist ». Cela durait depuis un certain temps quand, le ministre finit par écrire au capitaine « Le Roy ayant esté informé que nonobstant les ordres pressans qui vous ont été donnez de vous rendre promptement à Rochefort pour commander le Joly vous n'estiez pas encore party de Paris, le onzième de ce mois, Sa Majesté m'ordonne de vous faire sçavoir que si vous ne parlez dans deux jours pour tout délay, elle nommera un autre officier pour servir en votre place ». Le 13 février 1679, malgré ce nouvel ordre, Flacourt ne bouge pas et, le 11 mars, Colbert donne le Joli à M. de Vaudricourt. Cependant, le chevalier de Flacourt qu'une main puissante — on ne sait laquelle — soutient malgré ses désobéissances rentre tout de suite en grâce et le Roi lui donne le commandement de la Tempête mais en même temps que le brevet lui est expédié le ministre envoie à l'intendant de Rochefort l'ordre de le démonter s'il ne part pas tout de suite. Il met enfin à la voile et le 20 mars 1679 Colbert écrit à l'intendant « Il auroit esté à souhaiter que vous eussiez reçu plustost la lettre de Sa Majesté qui vous avoit este adressée pour oster le commandement de la Tempête au sieur chevalier de Flacourt, afin que antres officiers eussent appris par cet exemple à se avec plus d'exactitude aux lieux où ils sont nommés servir ; mais puisqu il estoit party etc ».
Il est commandant de la Marine à Rochefort de janvier à octobre 1684.En 1685, il est envoyé par Louis XIV à la cour de Siam, au sein de l'ambassade confiée au chevalier de Chaumont et comte de Forbin. À son retour, il est promu chef d'escadre pour la province du Languedoc en 1688 ou en 1690. Une lettre de la marquise de Sévigné (en date du 13 août 1689) indique qu'en août 1689, il aurait été responsable des entrepôts du port de Lorient.

#### Guerre de la Ligue d'Augsbourg
Flacourt reprend la mer au début de la guerre de la Ligue d'Augsbourg. Au printemps, le marquis d'Amfreville, lieutenant général des armées navales, est chargé de conduire en Irlande un troisième contingent de troupes, de munitions et d'argent envoyé en secours à Jacques II d'Angleterre. Il y arrive au mois de mars accompagné du marquis de Nesmond qui commande l'avant-garde et du chevalier de Flacourt, commandant l'arrière-garde. La flotte est composée de trente-six vaisseaux de guerre, quatre brûlots et cinq flûtes. Elle rentre à Brest le 4 mai avec 5 000 Irlandais qui passent au service de la France.
À l'été 1690, il commande Le Triomphant, de 80 canons, dans la flotte française qui quitte Brest le 23 juin sous les ordres de Tourville et Châteaurenault. Le 12 mars 1691, il sort de Toulon, à la tête d'une flotte de cinq vaisseaux et deux brûlots, pour aller grossir l'armée navale de la Manche, et prend chemin faisant, après un combat très vif, deux bâtiments hollandais portant une cargaison d'une valeur de près de deux millions de livres. La même année, entre juin et août, il participe à la campagne dit « du Large » sous les ordres du Tourville au cours de laquelle le vice-amiral français parvient à tenir à distance, pendant cinquante jours durant, la flotte britannique de 84 vaisseaux, commandée par l'amiral Russel. Flacourt commande à cette occasion Le Magnanime, de 84 canons.
Le gros de la flotte française est alors stationné dans les ports bretons et normands. Au mois d'octobre 1691, une escadre de treize vaisseaux retourne en mer Méditerranée, sous les ordres de Flacourt. Cette dernière inspire tant de terreur à toute la flotte espagnole, commandée par le vice-amiral d'Aguilar, que celle-ci n'ose pas attendre son arrivée. Les Espagnols préfèrent lui abandonner un de leurs vaisseaux, le Nuestra Señora de Atocha, de 58 canons, dont Le Constant, commandé par le capitaine de Chavigny, se rend maître après une heure de combat.
Il meurt un an plus tard, le 19 août 1692.

### Sources et bibliographie
- Léon Guérin, Histoire maritime de la France, 1851 (lire en ligne)
- Michel Vergé-Franceschi, Le Masque de Fer, Fayard, 30 septembre 2009, 484 p. (ISBN 978-2-213-64953-5, lire en ligne), p. 219
- Jean-Baptiste Colbert, Lettres instructions et memoires de Colbert, Paris, Imprimerie impériale, 1864 (lire en ligne), p. 388